# La Sainte Vierge avec l'Enfant Jésus
La Sainte Vierge avec l'Enfant Jésus, communément désignée sous l'appellation Madone Thyssen, est une huile sur panneau de chêne datant d'environ 1433, généralement attribuée à l'artiste primitif flamand Rogier van der Weyden. 
Cette œuvre présente une composition iconographique riche et complexe et se distingue par son importante charge symbolique, intégrant des représentations multiples de scènes bibliques, notamment l'Annonciation, des épisodes de l'enfance du Christ, sa résurrection et le Couronnement de la Vierge Marie. Elle constitue probablement l'une des plus anciennes créations documentées de van der Weyden, s'inscrivant dans une série limitée de ses représentations de la Vierge à l'Enfant. La composition particulière, qui situe la Vierge et l'Enfant dans une niche architecturale simulant un espace ecclésial gothique, témoigne des innovations picturales de l'artiste. Le panneau est actuellement conservé dans la collection permanente du musée Thyssen-Bornemisza à Madrid, où il constitue un témoignage significatif de l'art flamand du début du XVe siècle.
L'analyse comparative suggère que ce panneau pourrait constituer l'aile gauche d'un diptyque désormais fragmenté, alors qu'une hypothèse historiographique propose un rapprochement avec le panneau représentant Saint Georges et le Dragon, conservé à la National Gallery of Art de Washington, bien que cette attribution reste à confirmer par des recherches complémentaires. En tant qu'œuvre primitive de Rogier van der Weyden, le tableau manifeste des influences stylistiques significatives de ses prédécesseurs immédiats, notamment Robert Campin et Jan van Eyck. La formation de van der Weyden auprès de Campin est perceptible dans plusieurs éléments formels : l'articulation architecturale de la niche, les caractéristiques morphologiques du visage de la Vierge, le traitement naturaliste de ses seins et le rendu subtil de sa chevelure.

## Historique

### Datation et attribution

#### Perspectives chronologiques

Dans La Descente de Croix, van der Weyden confère aux figures une morphologie quasi sculpturale, où la corporéité devient un vecteur d'expression émotionnelle et spirituelle.

Le panneau révèle une convergence stylistique significative avec la représentation de La Vierge débout de Rogier van der Weyden, datée des environs de 1430-1432, et reflète manifestement l'empreinte de Robert Campin, maître auprès duquel l'artiste a accompli sa formation, à partir du 5 mars 1427'. Une proximité artistique notable est perceptible avec La Vierge à l'écran d'osier de Campin, œuvre de 1430 actuellement conservée à Londres. Ce tableau est l'une des ultimes créations de Campin avant le départ de van der Weyden de son atelier le 1er août 1432''. Les deux compositions partagent des caractéristiques iconographiques et formelles éloquentes : une représentation naturaliste de la Vierge, un traitement minutieux des détails anatomiques, ainsi qu'une construction picturale cohérente. Les correspondances s'étendent aux traits physionomiques, à l'expressivité, aux nuances chromatiques, au rendu des chevelures et à la dynamique des postures. Quant à l'attribution, les perspectives académiques divergent : Lorne Campbell oriente l'analyse vers une production au sein de l'atelier de van der Weyden, tandis que John Ward privilégie une attribution à Campin, proposant une datation approximative de 1435'.
L'intégration de dispositifs sculpturaux constitue progressivement un élément distinctif de l'esthétique de Rogier van der Weyden, particulièrement exemplaire dans La Descente de Croix conservée à Madrid, où les figures en deuil manifestent un modelé plastique et des postures fortement inspirées des conventions sculpturales. L'historien de l'art Erwin Panofsky identifie précisément ce panneau et La Madone debout comme les premiers témoignages picturaux documentés de l'artiste, caractérisés par leurs dimensions réduites, presque miniatures. Dans son analyse critique, Panofsky situe chronologiquement ces œuvres entre 1432 et 1434, les interprétant comme des productions de jeunesse au regard de leur syntaxe stylistique et des influences manifestes de Robert Campin et Jan van Eyck.

#### Complexité des attributions
L'argumentaire de Ward concernant le panneau du musée Thyssen-Bornemisza repose sur une analyse comparative nuancée des influences artistiques. Il postule une généalogie stylistique complexe, situant l'œuvre dans un dialogue entre l'esthétique de Robert Campin et celle de Jan van Eyck. L'hypothèse principale de Ward souligne l'improbabilité d'une mutation stylistique aussi abrupte, tout en mettant en lumière certaines singularités techniques. Il relève notamment des difficultés dans le traitement anatomique, en particulier dans le rendu des proportions corporelles sous les drapés et dans les perspectives de raccourcissement, qui semblent dépasser les capacités techniques de Campin. L'analyse comparative s'étend aux résonances architecturales, notamment observables dans Le Mariage de Marie et Joseph de Campin, bien que ces similitudes puissent tout autant relever d'influences mutuelles que d'une attribution directe. Cette observation témoigne de la complexité des interactions artistiques dans le contexte de l'école flamande du XVe siècle.
Cette œuvre s'inscrit dans la phase initiale de la trajectoire artistique de Rogier van der Weyden, vraisemblablement réalisée immédiatement après sa formation auprès de Robert Campin. Malgré une exécution technique déjà remarquable, le panneau se distingue par un langage symbolique significativement plus dense et moins codifié que celui observé dans ses productions ultérieures. Il constitue l'un des trois tableaux actuellement attribués à cette période de jeunesse, caractérisés par une représentation de la Vierge à l'Enfant dans un environnement architectural structuré, intégrant des figures sculptées peintes. Les deux autres panneaux correspondant à cette configuration stylistique sont La Madone debout et la Madone Durán.

### Diptyque
L'analyse structurelle de ce panneau révèle plusieurs hypothèses quant à son origine et sa destination originelle. Il pourrait avoir été conçu comme l'aile gauche d'un Diptyque démembré ou constituer la face principale d'un retable à double face. L'historien de l'art Erwin Panofsky émet l'hypothèse que Saint Georges et le Dragon, conservé au National Gallery of Art de Washington et daté de 1432-1435, pourrait représenter le pendant iconographique de cette œuvre' . Dans cette composition, Saint Georges, orienté vers l'intérieur et vers la droite, transperce le dragon devant une princesse libyenne. Bien que cette association puisse sembler a priori hétéroclite, les spécialistes établissent généralement un rapprochement entre cette Madone debout et la Sainte Catherine d'Alexandrie conservée à Vienne. Un élément structurel commun réside dans le positionnement des saints, tournés vers l'intérieur et campés dans des paysages minutieusement détaillés. En contraste, les panneaux de la Vierge à l'Enfant présentent une frontalité marquée, avec une mise en scène où le contact visuel est systématiquement esquivé, et les figures sont isolées dans des espaces architecturaux traités selon une technique de grisaille aux tonalités froides.
L'analyse de Blum met en lumière une stratégie picturale sophistiquée développée par Rogier van der Weyden dans ses œuvres de jeunesse. Elle postule que le peintre procède à une juxtaposition délibérée entre le royaume métaphysique de la Vierge à l'Enfant et le contexte spatio-temporel contemporain, matérialisé par les saints et leurs vestimentaires. Blum interprète la disposition des figures comme une construction symbolique où chaque saint devient un « témoin vivant » de la présence atemporelle et transcendante de la Vierge et de l'Enfant Jésus. Cette configuration iconographique permet de créer un dialogue entre l'immanence terrestre et la dimension spirituelle. L'historienne de l'art souligne néanmoins l'évolution stylistique rapide de van der Weyden. Dans ses premières œuvres, cette juxtaposition apparaît encore relativement explicite et schématique. En revanche, lors de périodes ultérieures, comme en témoignent La Descente de Croix et la Madone Durán, le peintre développe des modalités de représentation beaucoup plus nuancées et subtiles, intégrant de manière plus organique les dimensions temporelles et intemporelles'.

## Description

### La Vierge allaitante
Ce panneau, le plus exigu des œuvres connues de Rogier van der Weyden, s'inscrit dans la tradition iconographique de la Vierge du lait, tout en s'en distinguant par des variations significatives. La représentation du Christ diffère des conventions iconographiques contemporaines : contrairement à l'usage des langes traditionnels, l'Enfant est revêtu d'un vêtement rouge, constituant l'une des rares occurrences de cette singularité vestimentaire au XVe siècle, avec la Madone de Francfort de Robert Campin. La disposition iconographique présente des éléments symboliques complexes. La Vierge, aux cheveux blonds détachés, coiffés selon l'influence stylistique de Campin, est parée d'une couronne, symbole de sa dignité céleste de Reine du ciel. L'annulaire porte une bague, métaphore de son alliance mystique avec le Christ. La palette chromatique, notamment le bleu de sa robe, renvoie allégoriquement à sa dévotion et sa fidélité mariale'. La morphologie vestimentaire révèle une inspiration sculpturale gothique, avec des plis élaborés et des lignes sinueuses rappelant les drapés complexes de la statuaire contemporaine. Cette œuvre témoigne ainsi d'une sophistication technique et symbolique caractéristique de l'école flamande primitive.

### Anatomie et espace pictural

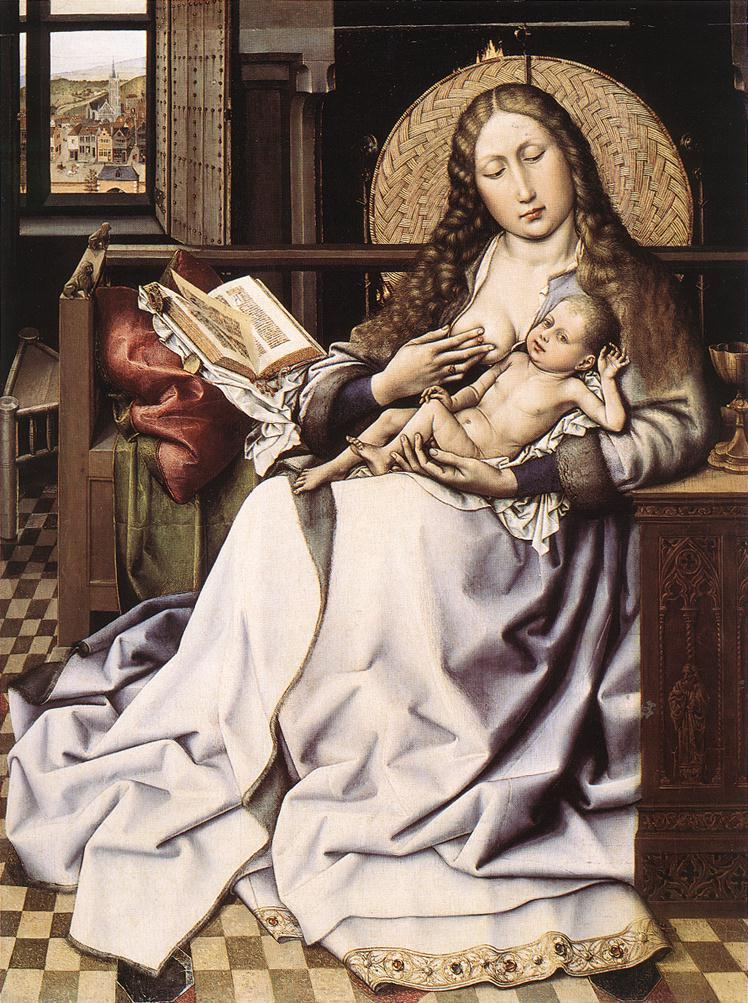
La Vierge à l'écran d'osier, Robert Campin, c. 1430, National Gallery, Londres.

L'espace pictural de cette œuvre se caractérise par un traitement lumineux subtil, manifestement influencé par la technique de Jan van Eyck. La source lumineuse, provenant de la droite, génère un jeu d'ombres sophistiqué, projetant les silhouettes des visages de Marie et de l'Enfant sur la paroi gauche de la niche. La composition spatiale présente la Vierge et l'Enfant installés dans un espace architectural gothique en saillie, délimité par une structure en arcades et s'ouvrant sur un paysage herbeux. Cette configuration spatiale révèle une conception picturale complexe, où l'architecture devient un élément symbolique et narratif à part entière. L'attention méticuleuse portée aux détails confère à l'œuvre une dimension réaliste remarquable. Un élément architectural particulièrement significatif réside dans la présence de quatre perforations situées au-dessus de chaque arcade, vraisemblablement destinées à supporter un dispositif d'échafaudage lors de la construction ou de la restauration de l'édifice représenté.
L'analyse morphologique de cette représentation mariale révèle des particularités significatives dans le traitement anatomique, caractéristiques de l'évolution stylistique de Rogier van der Weyden. La proportion céphalique présente une légère disproportion, avec un rapport tête-corps s'écartant des canons anatomiques strictement naturalistes, phénomène récurrent dans l'œuvre de l'artiste. Le traitement vestimentaire manifeste une remarquable sophistication technique. La texture de la robe, évoquant la fragilitité d'un support papier, témoigne d'une recherche picturale innovante dans le rendu des matières textiles. Cette approche suggère une volonté de transcender la représentation mimétique au profit d'une expression plastique plus conceptuelle. Une comparaison avec La Vierge à l'écran d'osier de Robert Campin met en lumière des similitudes dans les difficultés de représentation anatomique. La configuration des genoux présente une certaine ambiguïté volumétrique, avec une tendance à la compression spatiale qui semble trahir les limitations techniques de la première période de l'école flamande.

### Géométries symboliques: La niche mariale
L'analyse architecturale de cette représentation révèle une construction spatiale complexe, où la chapelle ne répond pas aux critères de vraisemblance architecturale traditionnels. Cette approche délibérément stylisée traduit l'intentionnalité symbolique de Rogier van der Weyden : mettre en exergue la présence mariale tout en proposant une métaphore visuelle de l'Église et du mystère théologique de la Rédemption. Ce panneau s'inscrit dans une série restreinte de trois œuvres survivantes, où van der Weyden explore une configuration spatiale singulière intégrant la Vierge et l'Enfant dans un espace architectural symbolique. La particularité de cette œuvre réside notamment dans le traitement de la niche, qui se présente comme un élément autonome au sein du dispositif pictural, à la différence des deux autres compositions où l'enceinte architecturale se fond littéralement avec le cadre du tableau. Cette distinction structurelle permet aux historiens de l'art de proposer une hypothèse chronologique : la configuration spatiale distincte suggérerait une antériorité par rapport à La Madone debout.
L'analyse structurelle de cette composition révèle des singularités géométriques significatives, manifestant une asymétrie subtile entre les registres gauche et droit du tableau. Cette dissymétrie est particulièrement perceptible au niveau du traitement architectural des contreforts, dont les retraits latéraux présentent des proportions différentielles, avec des profondeurs marginales inférieures à 50% par rapport aux surfaces frontales. Cette configuration spatiale génère une tension entre la représentation architecturale et la profondeur perspectiviste. L'amplitude du contrefort apparaît en contradiction manifeste avec l'espace restreint occupé par la Vierge et l'Enfant, créant un paradoxe dimensionnel qui interroge les stratégies de représentation picturale. On peut interpréter cette particularité comme une manifestation des difficultés techniques inhérentes à la représentation spatiale durant la période des primitifs flamands. Robert Campin avait précédemment rencontré des défis analogues dans la gestion des raccourcissements et de la profondeur perspectiviste. Rogier van der Weyden, dans ses œuvres de maturité, développe une résolution plus sophistiquée de ces enjeux représentatifs. Sa trajectoire artistique témoigne d'une progression technique où les problématiques de construction spatiale sont progressivement maîtrisées, transformant les limitations initiales en potentialités esthétiques.

## Analyse iconographique

### Métaphores végétales de la souffrance mariale
L'analyse iconographique de cette œuvre révèle une densité symbolique remarquablement supérieure à celle de La Madone debout, témoignant de la sophistication herméneutique caractéristique de l'école flamande primitive. Le dispositif végétal présente deux éléments floraux hautement signifiants : un iris, positionné sur le flanc de l'édicule, et une ancolie, disposée avec une intentionnalité sémiologique précise. Ces végétaux constituent des métaphores visuelles puissantes, incarnant la dimension christologique de la souffrance mariale. L'iris, traditionnellement associé à la douleur de la Vierge durant la Passion, dialogue symboliquement avec l'ancolie, emblème récurrent des douleurs de Marie. Cette stratégie iconographique s'inscrit directement dans la tradition picturale des frères Van Eyck, où chaque élément végétal devient un vecteur de signification théologique. La disposition apparemment incongrue de ces fleurs par rapport à la structure architecturale n'est nullement fortuite, mais procède d'une construction symbolique délibérée.

### Grisailles et transcendance: Une lecture iconographique mariale
La composition iconographique du linteau déploie une architecture symbolique rigoureusement structurée, articulant six représentations néotestamentaires selon une progression théologique méticuleusement orchestrée. La séquence initiale, composée des scènes christologiques de l'Annonciation, de la Visitation, de la Nativité et de l'Adoration des Mages, développe une narration centrée sur les moments fondateurs de la maternité mariale. Ces épisodes inauguraux célèbrent l'incarnation divine dans sa dimension la plus intime et primordiale. Ces représentations liminaires sont ensuite complétées par deux scènes eschatologiques — la Résurrection et la Pentecôte — qui transcendent la dimension narrative pour signifier l'accomplissement rédempteur du message chrétien. Le Couronnement de la Vierge, disposé au sommet et surplombant une symbolique passiflore', constitue l'apothéose théologique de l'ensemble. Les supports latéraux, bordant la figure mariale, sont ornés de statues prophétiques dont la présence évoque les figures emblématiques de l'Ancien Testament. Parmi ces personnages, David se distingue par son identification précise, tandis que les autres prophètes (un barbu rappelant Moïse, un autre à l'expressivité marquée évoquant Jérémie, ainsi que Zacharie et Isaïe) participent à un dispositif symbolique complexe'.

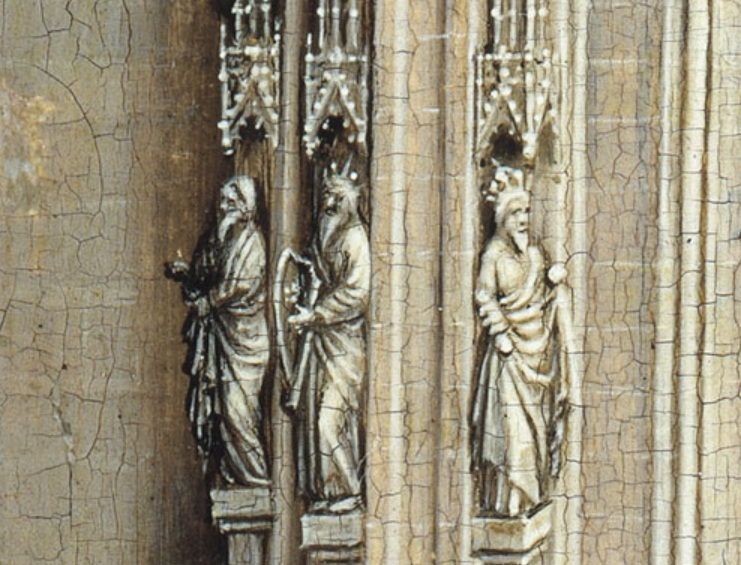
Personnages à gauche de la Vierge. David, debout au centre, tient une harpe.

L'utilisation de la grisaille par Rogier van der Weyden révèle une stratégie picturale complexe de différenciation ontologique entre les sphères terrestre et céleste. Cette technique chromatique subtile permet une séparation symbolique entre le monde charnel, éphémère et contingent, et la dimension transcendantale du divin. Les figures sculpturale antiques, traitées dans une gamme monochrome, semblent suspendues dans une temporalité suspendue, en rupture avec la dynamique narrative des personnages principaux. Leur traitement plastique suggère une forme d'immobilité métaphysique, où l'essence divine se manifeste par une staticité significative. L'analyse de Shirley Blum, historienne de l'art, souligne la dimension intentionnelle de ce positionnement architectural. Ces figures prophétiques ou allégoriques sont délibérément intégrées aux structures architectonique, créant un dispositif visuel où leur présence périphérique renforce paradoxalement la centralité du sujet dévotionnel. Cette configuration spatiale et chromatique traduit une conception théologique médiane, où les figures marginales participent néanmoins pleinement à l'économie symbolique de l'œuvre. Leur apparente marginalisation devient ainsi un élément herméneutique essentiel, participant d'un langage visuel hautement codifié.

### Prophètes et rédemption
La disposition sculpturale développée par Rogier van der Weyden s'inscrit dans une généalogie artistique complexe, dont les sources peuvent être retracées jusqu'aux innovations plastiques de Claus Sluter dans le Puits de Moïse (c. 1395-1403). Cette généalogie révèle des stratégies de représentation où l'architecture devient un dispositif herméneutique dépassant la simple ornementation. Dans le contexte de la Chartreuse de Champmol, les figures prophétiques incarnaient une dimension juridico-théologique explicite, symbolisant les juges du Christ selon le précepte légal : Secundum legem debet mori (« selon cette loi, il doit mourir »). Leur fonction était intrinsèquement liée à la narration de la Crucifixion, établissant un dialogue symbolique entre la prophétie vétérotestamentaire et l'événement christique. La réinterprétation de van der Weyden opère une translation symbolique significative : ces mêmes figures prophétiques sont désormais associées à la figure mariale, créant un nouveau réseau de significations théologiques. Cette réarticulation suggère une conception plus nuancée des relations entre prophétie et rédemption. Bien que l'intégration de personnages dans des niches architecturales constitue une tradition séculaire dans l'art septentrional, la représentation sculpturale de ces figures constituait une innovation plastique remarquable durant les années 1430. L'Agneau mystique des frères Van Eyck peut être considéré comme un point de convergence décisif dans cette évolution stylistique.